# Maor Abu
Maor Abu (en hebreo: מאור אבו‎; 1999) es un deportista israelí que compite en vela en la clase 49er. Ganó una medalla de bronce en el Campeonato Europeo de 49er de 2025.

## Palmarés internacional
| \| Campeonato Europeo \| Campeonato Europeo \| Campeonato Europeo \| Campeonato Europeo \| \| Año \| Lugar \| Medalla \| Clase \| \| ------------------ \| ------------------ \| ------------------ \| ------------------ \| \| 2025 \| Salónica (Grecia) \| Medalla de bronce \| 49er \| |                   |                   |       |
| Campeonato Europeo |                   |                   |       |
| Año | Lugar             | Medalla           | Clase |
| 2025 | Salónica (Grecia) | Medalla de bronce | 49er  |